# Rodrigo Lacerda Ramos
Rodrigo Lacerda Ramos, född 6 oktober 1980, är en brasiliansk fotbollsspelare.
I april 1999 blev han uttagen i Brasiliens trupp till U20-världsmästerskapet 1999.